# Richard Lower
Richard Lower (St. Tudy, 1631 – Londra, 17 gennaio 1691) è stato un medico britannico.
Ha giocato un ruolo importante nello sviluppo della scienza medica. È ricordato principalmente per le sue ricerche riguardanti la trasfusione e la funzione del sistema cardio-polmonare (Tractatus de Corde).

## Biografia
Richard Lower era il secondogenito di una famiglia benestante proveniente dalla Cornovaglia.
Fu educato alla Westminster School, dove conobbe John Locke, e nel 1649 vinse una borsa di studio al Christ Church College di Oxford. Ottenne i primi diplomi accademici in Lettere nel 1653 e nel 1655, e successivamente quello in Medicina nel 1665. In quegli anni, Lower si fece membro attivo del gruppo di scienziati presenti a Oxford e conobbe Robert Boyle, William Petty, Christopher Wren e Robert Hooke, fu studente di Chimica di Peter Stahl e lavorò come assistente di Thomas Willis, professore di Filosofia naturale. Il risultato più importante di questa collaborazione fu il trattato di Willis Cerebri Anatome del 1664, riguardante l'anatomia del cervello, illustrato da Wren e basato sulle meticolose ricerche anatomiche di Lower.
Sempre nello stesso periodo, Lower sperimentò la prima trasfusione di sangue e si dedicò allo studio del sistema cardio-polmonare, pubblicando i suoi risultati nella celebre opera Tractatus de Corde. Nel 1666, seguì Willis a Londra, dove aprì uno studio medico, ma continuò le sue ricerche diventando, nell'ottobre del 1667, un membro della Royal Society. Il lavoro di Lower ottenne sempre più successo quando, nel 1675, entrò a far parte del Royal College of Physicians e quando, dopo la morte di Willis, venne considerato il miglior medico di Londra.
La sua ultima opera fu De origine catarrhi (1672): con essa, Lower, attraverso esperimenti scientifici, confutò la classica dottrina che descriveva le secrezioni nasali come liquidi di scarto del cervello.
La sua intensa pratica medica non consentì più a Lower di partecipare ai lavori di ricerca della Royal Society, dunque si dimise da quell'istituto nel 1678. Lo stesso anno, però, perse gran parte dei suoi pazienti per motivi politici: era anticattolico e durante la crisi causata dalla cosiddetta “congiura papista” si schierò con la fazione Whig. Continuò comunque ad esercitare la sua professione e, quando il re cattolico Giacomo II venne deposto a favore di Guglielmo I d'Orange e Maria II Stuart, venne nominato consigliere della corona per i servizi sanitari nautici.
Lower morì nel gennaio del 1691 per una febbre, e il suo corpo fu seppellito in Cornovaglia.

## Lower e la trasfusione
All'età di trentaquattro anni, Richard Lower tentò la prima trasfusione sanguigna. Sulla scia degli esperimenti eseguiti a Oxford da Christopher Wren, durante i quali dei liquidi medicinali erano stati introdotti direttamente nella circolazione del sangue, Lower decise di osservare l'effetto di uno scambio di sangue fra due cani, collegando l'arteria di uno con la vena dell'altro. Ma, prima che Lower potesse studiarne gli effetti, il medico francese Jean-Baptiste Denys, al corrente del suo lavoro, trasfuse in un paziente il sangue di un agnello. La Royal Society fu indignata per il mancato riconoscimento da parte di Denys del ruolo pionieristico svolto da Lower e lo convinse a ripetere l'esperimento.
Lower realizzò nel novembre del 1667 una trasfusione di sangue da una pecora a un <<poveruomo dissoluto>>, Arthur Coga, che fortunatamente sopravvisse nonostante l'incompatibilità fra il sangue umano e quello animale: è probabile, quindi, che la trasfusione non eccedesse qualche oncia di sangue:
Poco tempo dopo uno dei pazienti di Denys morì e questo tipo di indagini (condotte molto prima della scoperta dei gruppi sanguigni) fu abbandonato.

## IlTractatus de Corde
La fama di Lower fu soprattutto dovuta a un suo lavoro sulla fisiologia cardio-polmonare. Nel 1669 a Londra apparve il Tractatus de Corde, item de motu et colore sanguinis. Per molti quest'opera è, dopo quella di William Harvey, il primo grande trattato di cardiologia moderna. Quest'opera consacrava definitivamente il trionfo delle teorie di Harvey.
Lower, nel primo capitolo, nega la funzione nutritiva del sangue venoso, afferma l'esistenza di anastomosi fra i differenti rami coronarici e conferma, con una prova all'acqua (di sua invenzione), la tenuta stagna della valvola mitrale. Come Harvey, cercò di determinare la nozione di portata sanguigna e così scrisse:
I risultati che Lower ottenne con le sue analisi furono errati ma bastò solo la nozione di portata sanguigna a rendere i suoi studi rivoluzionari, nonostante la recente opera di Harvey.
L'autore completa la sua definizione fisiologica differenziando perfettamente il ruolo delle arterie e delle vene:
Il Tractatus de Corde si è rivelata un'opera essenziale per quel che concerne il ruolo dei polmoni: Lower fu il primo a definire la nozione di ematosi.
In questo passaggio vi sono tutti gli elementi che permettono di giustificare le scoperte future sulla respirazione.

## Curiosità
- Lower è uno dei protagonisti del romanzo La quarta verità di Iain Pears, insieme a John Locke, Christopher Wren e Robert Boyle.